# 西園寺公基
西園寺 公基（さいおんじ きんもと）は、鎌倉時代前期の公卿。太政大臣・西園寺実氏の子。官位は正二位・右大臣。京極、または万里小路と号す。

## 経歴
以下、『公卿補任』と『尊卑分脈』の内容に従って記述する。
元仁2年（1225年）1月5日、叙爵。同年4月26日、侍従。嘉禄3年（1227年）1月5日、従五位上。安貞3年（1229年）1月5日、正五位下。同月30日、丹後権介を兼ねる。また同年10月9日には右少将。寛喜2年（1230年）1月23日、播磨介を兼ねる。寛喜3年（1231年）1月6日、従四位下。寛喜4年（1232年）1月5日、従四位上。貞永2年（1233年）1月6日、正四位下。同年4月8日、右中将。嘉禎2年（1236年）2月30日、参議。同年6月13日には従三位。嘉禎3年（1237年）1月24日、左衛門督検非違使別当を兼ね、備前権守も兼ねる。同年11月16日、正三位。さらに同年12月25日、権中納言。左衛門督検非違使別当を改めて兼ねる。嘉禎4年（1238年）2月26日、検非違使別当を辞すが左衛門督は元の如し。延応2年（1240年）2月20日、従二位。同年10月20日、中納言。仁治2年（1241年）10月13日、権大納言。11月11日には帯剣を許される。仁治3年（1242年）10月12日、正二位。建長5年（1253年）4月8日、右近衛大将を兼ねる。建長7年（1255年）4月12日、左大将。12月2日には上表して左大将を辞した。正嘉元年（1257年）11月26日、右大臣。正嘉2年（1258年）10月22日、右大臣を辞した。文永11年（1274年）12月14日、薨去。

## 西園寺家家嫡の変更
公基は実氏の長男であり、当初は嫡男として遇されていたようである。しかし本郷和人によれば、公基の生母が九条道家の側近の娘であり、九条家と幕府の間の軋轢を見た実氏が次子公相を家嫡に変更したために公基と公相の地位が逆転したのである。

## 系譜
- 父：西園寺実氏
- 母：藤原幸子 - 藤原親雅の娘
- 妻：藤原親子 - 四条隆衡の娘
  - 長男：西園寺実平（1251-?） - 権中納言
- 生母不明の子女
  - 男子：西園寺実綱
  - 男子：実宝
  - 男子：教助（花山院大僧正）
  - 男子：実静
  - 男子：聖注
  - 男子：雲助
  - 女子：西園寺実顕室
  - 女子：衣笠経平室
- 養子
  - 男子：実澄 - 阿野実直の子